# Tabanus unifasciens
Tabanus unifasciens är en tvåvingeart som beskrevs av Philip 1959. Tabanus unifasciens ingår i släktet Tabanus och familjen bromsar. Inga underarter finns listade i Catalogue of Life.